# Labbra rosse
Labbra rosse (conocida en español como Labios rojos en España y Ansia juvenil en México) es una película italiana de 1960 dirigida por Giuseppe Bennati y protagonizada por Gabriele Ferzetti. Fue estrenada en Francia como Les Fausses Ingénues («Los falsos ingenuos»).

## Argumento
En Roma, el abogado Martini descubre que su hija Baby, de dieciséis años, no fue en tren a Rapallo como le había dicho a su familia, y comienza a investigar, pero sin informar a su esposa de ello para no preocuparla. Martini se acerca a Irene, amiga y compañera de escuela de Baby, quien inicialmente no le es de mucha ayuda; el hombre sospecha, sin embargo, que Irene sabe más de lo que dice, y comienza a frecuentar su círculo para saber más. A medida que Martini descubre la verdad sobre su hija Baby, la relación entre el abogado maduro y la joven estudiante Irene se vuelve cada vez más intensa.

## Reparto
- Gabriele Ferzetti	como Abogado Paolo Martini.
- Jeanne Valérie como Irene.
- Giorgio Albertazzi como Giorgio Carrei.
- Christine Kaufmann como Baby.
- Marina Bonfigli como Señora Martini.
- Laura Betti as Chica pintora.
- Leonardo Porzio como Portero de Via Dalmazia.
- Pino Colizzi como Empleado de Carrei (como Giuseppe Colizzi).
- Elvi Lissiak como Secretaria de Carrei (como Elvy Lissiak).
- Elena Forte como Sra. Carrei.
- Rita Livesi como Hermana.
- Gianni Solaro como Comisionado Pagano.
- Nino Fuscagni como Ghigo (como Serafino Fuscagni).
- Tullio Altamura como Portero del hotel.
- Franco Santi como Perilli.
- Carla Bizzarri como Madre de Irene (como Carla Bizzari).
- Michela Roc (como Bianca Maria Roccatani).